# Akkum
Akkum (arab. أكوم) – wieś w Syrii, w muhafazie Hims. W 2004 roku liczyła 506 mieszkańców.